# Griesbach-au-Val
Griesbach-au-Val là một xã thuộc tỉnh Haut-Rhin trong vùng Grand Est, đồng bắc Pháp. Xã này có diện tích 4,73 km², dân số năm 1999 là 770 người. Khu vực này có độ cao trung bình 380 mét trên mực nước biển.